# Margaritte Putsage
Margaritte Émilie Julie Putsage (Bergen, 15 november 1868 – Brussel, 22 september 1946) was een Belgische kunstschilderes. Ze schilderde vooral landschappen, stillevens en portretten.

## Levensloop
Margaritte Putsage werd geboren in de Belgische stad Bergen op 15 november 1868, als dochter van Jules Maximilien Joseph Putsage en Marie Thérèse Philippine De Puydt. Haar vader was directeur van l'Union du Crédit in Bergen. Haar moeder was de kleindochter van Jean-Ambroise De Puydt, de eerste gouverneur van Henegouwen na de Belgische onafhankelijkheid.
Ze was leerling van Auguste Danse en de kunstschilder Eugène Carrière, wiens werk ze bewonderde. Ze werd tevens beïnvloed door de beeldhouwer Louis Devillez, een familievriend.
Ze gaf een cursus kunstgeschiedenis aan l'Ecole des Mines.
Putsage overleed te Brussel op 22 september 1946, op 77-jarige leeftijd.

## Galerij

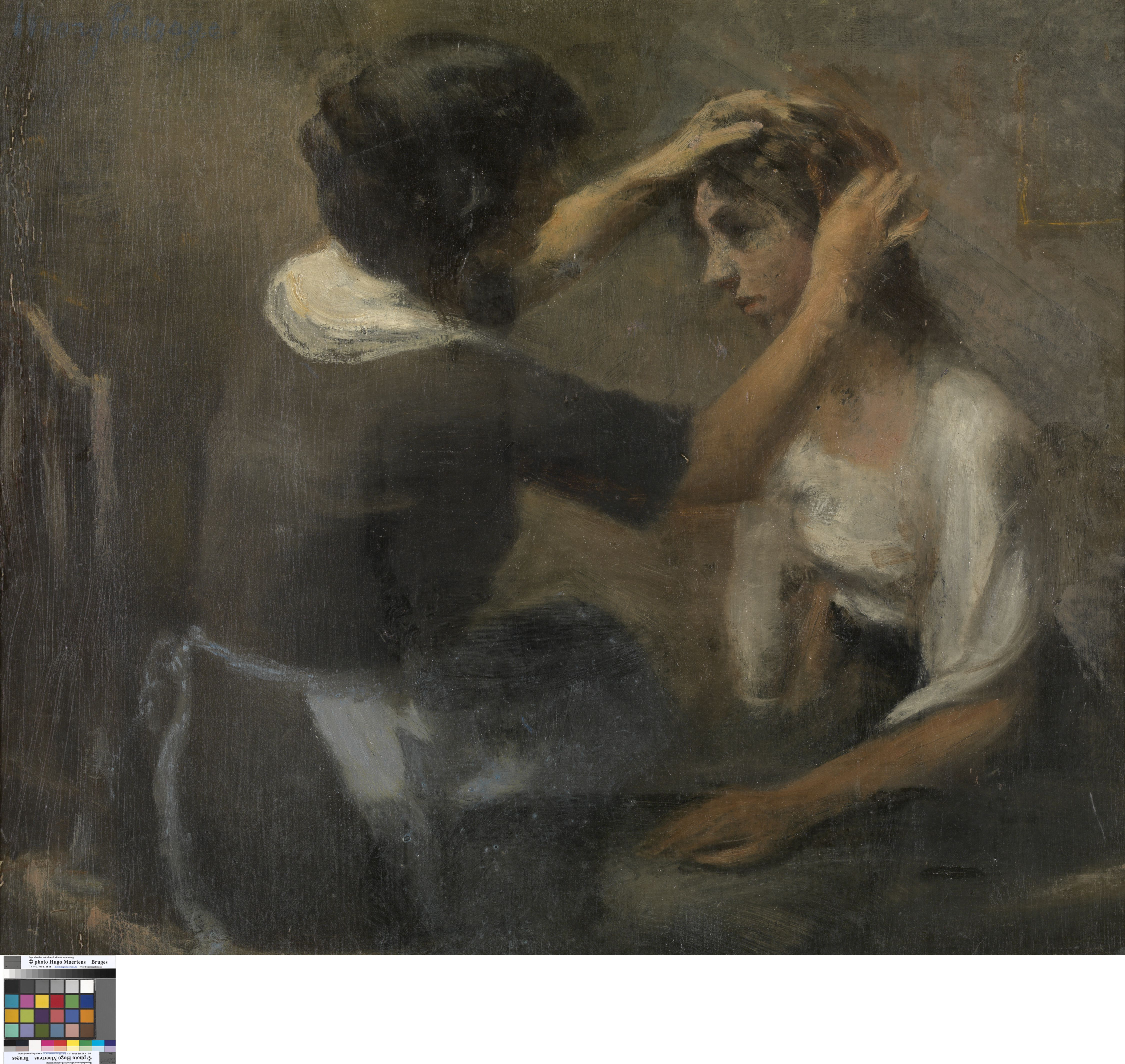
De Opschik (KMSKA)
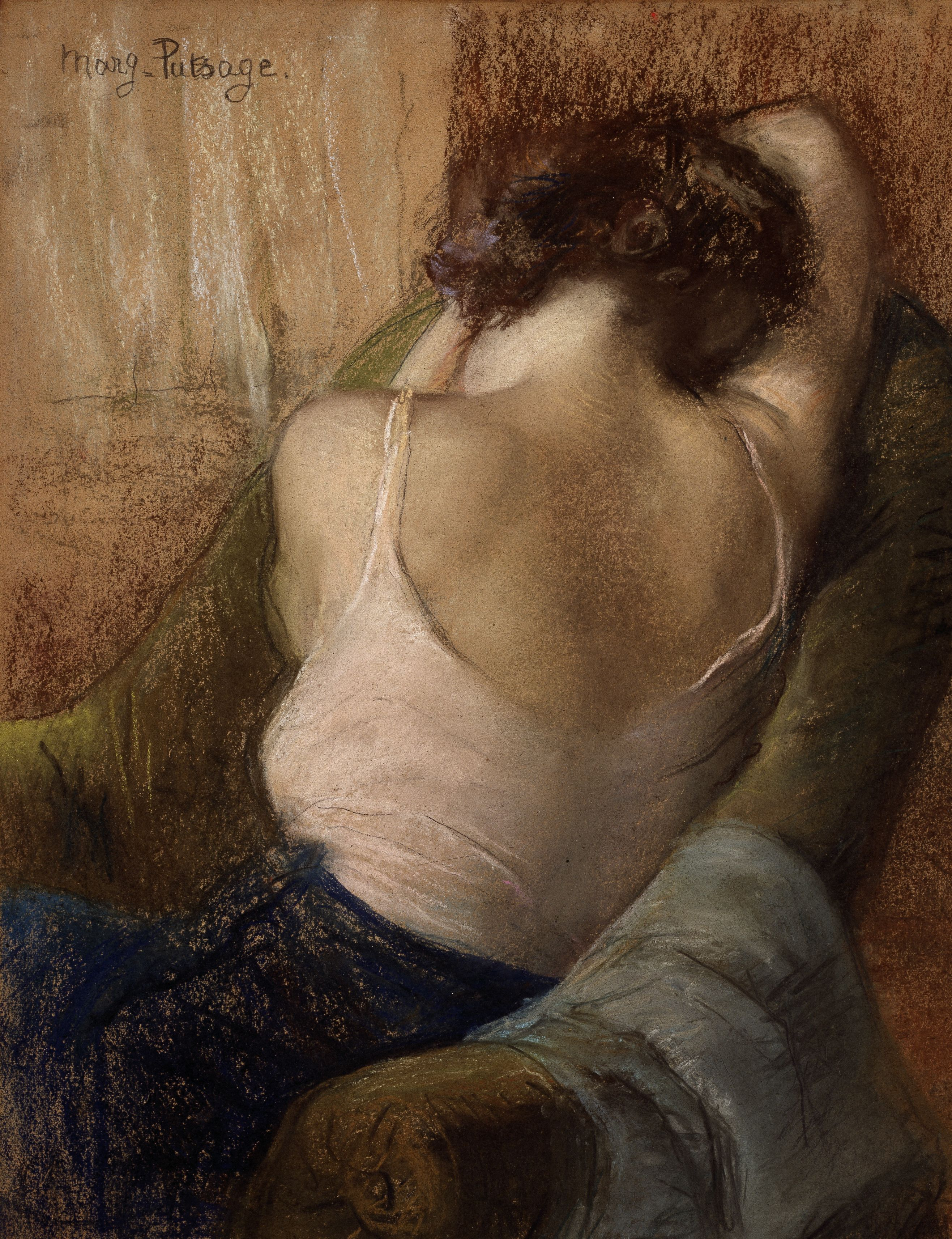
Slapende vrouw (MSK Gent)

## Collecties[4]
- Koninklijk Museum voor Schone Kunsten Antwerpen
- Beaux-Arts Mons
- Museum van Elsene
- Museum voor Schone Kunsten (Gent)
- Charliermuseum (Brussel)

- RKD-Nederlands Instituut voor Kunstgeschiedenis: 93825
- Union List of Artist Names: 500189766
- Virtual International Authority File: 151178507